# Calliostoma canaliculatum
Calliostoma canaliculatum, tên tiếng Anh: channeled topsnail, là một loài ốc biển nhỏ có mang và nắp (động vật chân bụng)|operculum]], là động vật thân mềm chân bụng sống ở biển thuộc họ Calliostomatidae.

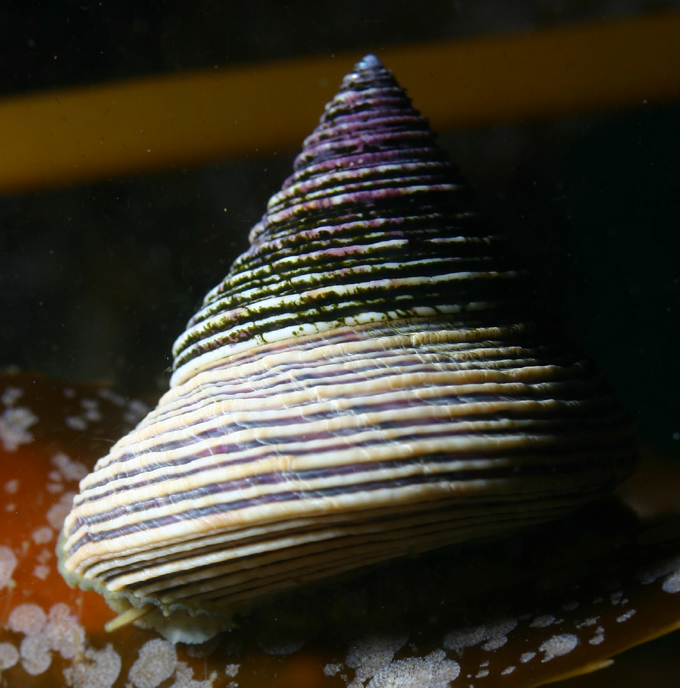
Calliostoma canaliculatum

## Hình ảnh

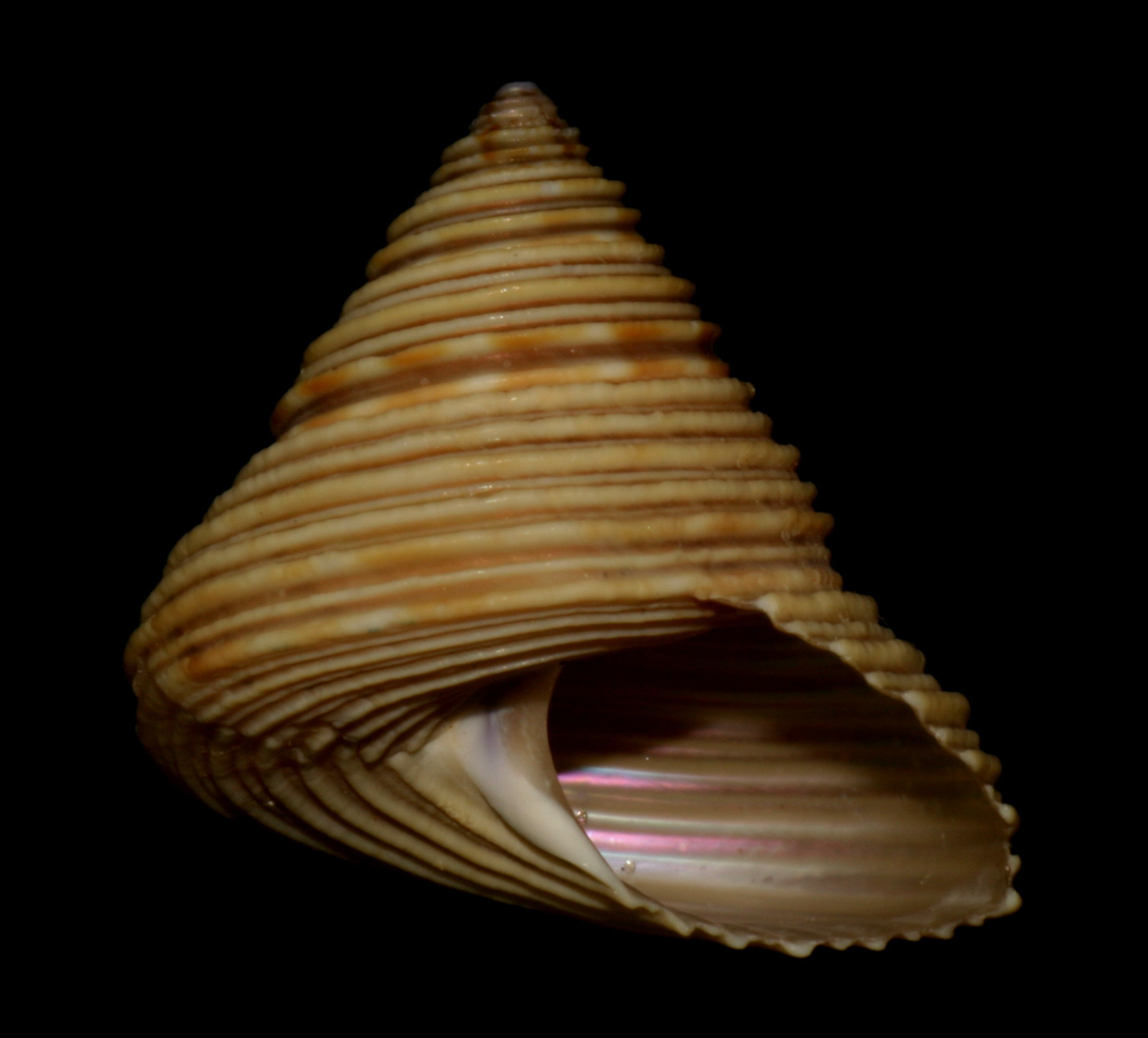
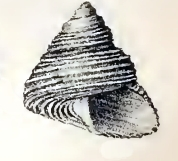